# Reprezentacja Korei Północnej w piłce nożnej mężczyzn
Reprezentacja Korei Północnej pierwszy mecz międzypaństwowy rozegrała 7 października 1956 roku. Od 1954 roku należy do AFC, a od 1958 do FIFA. Azjaci cztery razy wzięli udział w Pucharze Azji (1980, 1992, 2011, 2015) a ich najlepszym rezultatem było zdobycie czwartego miejsca w 1980 roku. W Mistrzostwach świata uczestniczyli dwa razy, w 1966 roku doszli aż do ćwierćfinału a w 2010 zakończyli udział na fazie grupowej.

## Udział w międzynarodowych turniejach

### Igrzyska Olimpijskie
| Udział w igrzyskach olimpijskich | Udział w igrzyskach olimpijskich        | Udział w igrzyskach olimpijskich        | Udział w igrzyskach olimpijskich        | Udział w igrzyskach olimpijskich        | Udział w igrzyskach olimpijskich        | Udział w igrzyskach olimpijskich        | Udział w igrzyskach olimpijskich        | Udział w igrzyskach olimpijskich        |
| Rok                              | Kwalifikacje                            | Wynik                                   | M                                       | W                                       | R*                                      | P                                       | B+                                      | B-                                      |
| -------------------------------- | --------------------------------------- | --------------------------------------- | --------------------------------------- | --------------------------------------- | --------------------------------------- | --------------------------------------- | --------------------------------------- | --------------------------------------- |
| 1952                             | Reprezentacja KRLD powstała w 1956 roku | Reprezentacja KRLD powstała w 1956 roku | Reprezentacja KRLD powstała w 1956 roku | Reprezentacja KRLD powstała w 1956 roku | Reprezentacja KRLD powstała w 1956 roku | Reprezentacja KRLD powstała w 1956 roku | Reprezentacja KRLD powstała w 1956 roku | Reprezentacja KRLD powstała w 1956 roku |
| 1956                             | Nie brała udziału                       | Nie brała udziału                       | Nie brała udziału                       | Nie brała udziału                       | Nie brała udziału                       | Nie brała udziału                       | Nie brała udziału                       | Nie brała udziału                       |
| 1960                             | Nie brała udziału                       | Nie brała udziału                       | Nie brała udziału                       | Nie brała udziału                       | Nie brała udziału                       | Nie brała udziału                       | Nie brała udziału                       | Nie brała udziału                       |
| 1964                             | Wycofała się                            | Wycofała się                            | Wycofała się                            | Wycofała się                            | Wycofała się                            | Wycofała się                            | Wycofała się                            | Wycofała się                            |
| 1968                             | Nie zakwalifikowała się                 | Nie zakwalifikowała się                 | Nie zakwalifikowała się                 | Nie zakwalifikowała się                 | Nie zakwalifikowała się                 | Nie zakwalifikowała się                 | Nie zakwalifikowała się                 | Nie zakwalifikowała się                 |
| 1972                             | Nie zakwalifikowała się                 | Nie zakwalifikowała się                 | Nie zakwalifikowała się                 | Nie zakwalifikowała się                 | Nie zakwalifikowała się                 | Nie zakwalifikowała się                 | Nie zakwalifikowała się                 | Nie zakwalifikowała się                 |
| 1976                             | Awans                                   | Ćwierćfinał                             | 3                                       | 1                                       | 0                                       | 2                                       | 3                                       | 9                                       |
| 1980                             | Nie zakwalifikowała się                 | Nie zakwalifikowała się                 | Nie zakwalifikowała się                 | Nie zakwalifikowała się                 | Nie zakwalifikowała się                 | Nie zakwalifikowała się                 | Nie zakwalifikowała się                 | Nie zakwalifikowała się                 |
| 1984                             | Nie zakwalifikowała się                 | Nie zakwalifikowała się                 | Nie zakwalifikowała się                 | Nie zakwalifikowała się                 | Nie zakwalifikowała się                 | Nie zakwalifikowała się                 | Nie zakwalifikowała się                 | Nie zakwalifikowała się                 |
| 1988                             | Nie zakwalifikowała się                 | Nie zakwalifikowała się                 | Nie zakwalifikowała się                 | Nie zakwalifikowała się                 | Nie zakwalifikowała się                 | Nie zakwalifikowała się                 | Nie zakwalifikowała się                 | Nie zakwalifikowała się                 |
| 1992                             | Nie zakwalifikowała się                 | Nie zakwalifikowała się                 | Nie zakwalifikowała się                 | Nie zakwalifikowała się                 | Nie zakwalifikowała się                 | Nie zakwalifikowała się                 | Nie zakwalifikowała się                 | Nie zakwalifikowała się                 |
| 1996                             | Nie zakwalifikowała się                 | Nie zakwalifikowała się                 | Nie zakwalifikowała się                 | Nie zakwalifikowała się                 | Nie zakwalifikowała się                 | Nie zakwalifikowała się                 | Nie zakwalifikowała się                 | Nie zakwalifikowała się                 |
| 2000                             | Nie zakwalifikowała się                 | Nie zakwalifikowała się                 | Nie zakwalifikowała się                 | Nie zakwalifikowała się                 | Nie zakwalifikowała się                 | Nie zakwalifikowała się                 | Nie zakwalifikowała się                 | Nie zakwalifikowała się                 |
| 2004                             | Nie zakwalifikowała się                 | Nie zakwalifikowała się                 | Nie zakwalifikowała się                 | Nie zakwalifikowała się                 | Nie zakwalifikowała się                 | Nie zakwalifikowała się                 | Nie zakwalifikowała się                 | Nie zakwalifikowała się                 |
| 2008                             | Nie zakwalifikowała się                 | Nie zakwalifikowała się                 | Nie zakwalifikowała się                 | Nie zakwalifikowała się                 | Nie zakwalifikowała się                 | Nie zakwalifikowała się                 | Nie zakwalifikowała się                 | Nie zakwalifikowała się                 |
| 2012                             | Nie zakwalifikowała się                 | Nie zakwalifikowała się                 | Nie zakwalifikowała się                 | Nie zakwalifikowała się                 | Nie zakwalifikowała się                 | Nie zakwalifikowała się                 | Nie zakwalifikowała się                 | Nie zakwalifikowała się                 |
| 2016                             | Nie zakwalifikowała się                 | Nie zakwalifikowała się                 | Nie zakwalifikowała się                 | Nie zakwalifikowała się                 | Nie zakwalifikowała się                 | Nie zakwalifikowała się                 | Nie zakwalifikowała się                 | Nie zakwalifikowała się                 |
| 2021                             | Nie zakwalifikowała się                 | Nie zakwalifikowała się                 | Nie zakwalifikowała się                 | Nie zakwalifikowała się                 | Nie zakwalifikowała się                 | Nie zakwalifikowała się                 | Nie zakwalifikowała się                 | Nie zakwalifikowała się                 |
| 2024                             |                                         |                                         |                                         |                                         |                                         |                                         |                                         |                                         |
| 2028                             |                                         |                                         |                                         |                                         |                                         |                                         |                                         |                                         |

### Mistrzostwa świata
| 1950 | Reprezentacja KRLD powstała w 1956 roku | Reprezentacja KRLD powstała w 1956 roku |
| 1954 | Reprezentacja KRLD powstała w 1956 roku | Reprezentacja KRLD powstała w 1956 roku |
| 1958 | Nie brała udziału                       | Nie brała udziału                       |
| 1962 | Nie brała udziału                       | Nie brała udziału                       |
| 1966 | Awans                                   | Ćwierćfinał                             |
| 1970 | Nie zakwalifikowała się                 | Nie zakwalifikowała się                 |
| 1974 | Nie zakwalifikowała się                 | Nie zakwalifikowała się                 |
| 1978 | Nie zakwalifikowała się                 | Nie zakwalifikowała się                 |
| 1982 | Nie zakwalifikowała się                 | Nie zakwalifikowała się                 |
| 1986 | Nie zakwalifikowała się                 | Nie zakwalifikowała się                 |
| 1990 | Nie zakwalifikowała się                 | Nie zakwalifikowała się                 |
| 1994 | Nie zakwalifikowała się                 | Nie zakwalifikowała się                 |
| 1998 | Nie brała udziału                       | Nie brała udziału                       |
| 2002 | Nie brała udziału                       | Nie brała udziału                       |
| 2006 | Nie zakwalifikowała się                 | Nie zakwalifikowała się                 |
| 2010 | Awans                                   | Faza grupowa                            |
| 2014 | Nie zakwalifikowała się                 | Nie zakwalifikowała się                 |
| 2018 | Nie zakwalifikowała się                 | Nie zakwalifikowała się                 |
| 2022 | Wycofała się                            | Wycofała się                            |

#### Występ na Mistrzostwach Świata 1966
Dwa razy piłkarze drużyny narodowej Koreańskiej Republiki Ludowo-Demokratycznej grali w finałach mistrzostw świata. W 1966 roku na angielskich boiskach wystąpili po wygraniu rundy finałowej w której mierzyli się z reprezentacją Australii. Dwumecz o awans na mistrzostwa świata wygrali 9:2 (6:1, 1:3). Początkowo razem z reprezentacją Korei Północnej i Australii rywalizować miały jeszcze Korea Południowa, która wycofała się po tym jak przeniesiono turniej kwalifikacyjny z Japonii do Kambodży i Związek Południowej Afryki, który został wykluczony z powodu apartheidu. Na inaugurację turnieju zespół przegrał 0:3 ze Związkiem Radzieckim. W kolejnym meczu zremisował 1:1 z Chile, wyrównującą bramkę zdobył Pak Seung-zin w 88 minucie meczu. W trzecim przeciwnikami Koreańczyków byli Włosi, których trener, pewny łatwego zwycięstwa, wystawił na to spotkanie rezerwowy skład. Mecz zakończył się niespodziewaną wygraną Azjatów 1:0. Gola na wagę awansu z grupy strzelił w 42 minucie Pak Doo-ik. Drugim bohaterem tamtego spotkania był bramkarz Lee Chang-myung, który wiele razy ratował swoją reprezentację z opresji. W ćwierćfinale, mimo prowadzenia 3:0, Koreańczycy przegrali 3:5 z Portugalią dzięki dobrej postawie napastnika Eusébio, który trafił aż cztery gole. Bramki dla Korei zdobyli Pak Seung-zin, Lee Dong-woon, Yang Seung-kook a dla Portugalii, Eusébio i José Augusto.

#### Występ na Mistrzostwach Świata 2010
Piłkarze KRLD zakwalifikowali się do MŚ 2010, rozgrywanych w Południowej Afryce. Reprezentacja kwalifikacje rozpoczęła od pierwszej rundy. Ograła w niej Mongolię 9:2 i awansowała do kolejnej rundy. W trzeciej fazie kwalifikacji Koreańczycy awansowali do czwartej rundy z drugiego miejsca w swojej grupie w której uzbierali 12 punktów. W kolejnej rundzie reprezentacja zajęła drugie miejsce w grupie i tylko dzięki lepszemu bilansowi bramek niż Arabia Saudyjska awansowała do turnieju finałowego Mistrzostw Świata. Drużyna przegrała na turnieju wszystkie trzy mecze. Pierwszy mecz na mundialu Korea przegrała z Brazylią 2:1 a honorowego gola strzelił Ji Yun-nam w 89 minucie meczu. Kolejny mecz był pierwszym w historii meczem który wyemitowała telewizja w Korei. Sam mecz okazał się katastrofą, bowiem Azjaci ulegli Portugalii aż siedmioma bramkami nie strzelając żadnej i na tablicy widniał wynik 7-0. Trzeci mecz rozegrany był przeciwko reprezentacji Wybrzeża Kości Słoniowej, który zakończył się wynikiem 3-0 na korzyść reprezentacji z Afryki. Był to ostatni mecz Koreańczyków na Mistrzostwach Świata, po którym musieli pojechać do domu z dorobkiem zero punktów i odpadnięciem już w fazie grupowej.

### Puchar Azji
| Udział w Pucharze Azji | Udział w Pucharze Azji  | Udział w Pucharze Azji  |
| Rok                    | Kwalifikacje            | Wynik                   |
| ---------------------- | ----------------------- | ----------------------- |
| 1956                   | Nie brała udziału       | Nie brała udziału       |
| 1960                   | Nie brała udziału       | Nie brała udziału       |
| 1964                   | Nie brała udziału       | Nie brała udziału       |
| 1968                   | Nie brała udziału       | Nie brała udziału       |
| 1972                   | Nie brała udziału       | Nie brała udziału       |
| 1976                   | Wycofała się            | Wycofała się            |
| 1980                   | Awans                   | IV miejsce              |
| 1984                   | Nie brała udziału       | Nie brała udziału       |
| 1988                   | Nie zakwalifikowała się | Nie zakwalifikowała się |
| 1992                   | Awans                   | Faza grupowa            |
| 1996                   | Nie brała udziału       | Nie brała udziału       |
| 2000                   | Nie zakwalifikowała się | Nie zakwalifikowała się |
| 2004                   | Nie zakwalifikowała się | Nie zakwalifikowała się |
| 2007                   | Wykluczona              | Wykluczona              |
| 2011                   | Awans                   | Faza grupowa            |
| 2015                   | Awans                   | Faza grupowa            |
| 2019                   | Awans                   | Faza grupowa            |
| 2023                   | Wycofała się            | Wycofała się            |

#### Występy w Pucharze Azji
Korea Północna cztery razy brała udział w Pucharze Azji. Najlepszy wynik zanotowała w 1980 roku, kiedy zajęła czwarte miejsce. W grupie rywalizowała z Iranem, Syrią, Chinami i Bangladeszem i zajęła drugie miejsce w grupie z dorobkiem sześciu punktów (Zwycięstwo = 2 pkt, remis = 1 pkt) i bilansem bramek 9:7. W półfinale Koreańczycy zmierzyli się z sąsiadami z południa, z Koreą Południową, mecz zakończył się wynikiem 2:1 na korzyść rywali. Koreańczycy wywalczyli awans do finału dopiero w ostatnich minutach meczu strzelając bramki w 80 i 89 minucie. W meczu o trzecie miejsce polegli z reprezentacją Iranu aż 3:0. Mecz odbył się 30 września 1980 roku w Kuwejcie. Ostatni raz Korea Północna wystąpiła w Pucharze Azji w 2015 odpadając w fazie grupowej z dorobkiem 0 punktów po trzech meczach. Obecnie reprezentacja uczestniczy w eliminacjach Pucharu Azji, turniej finałowy odbędzie się w 2019 roku w Zjednoczonych Emiratach Arabskich. Aktualnie drużyna uczestniczy w trzeciej i zarazem ostatniej rundzie kwalifikacji.
| 1951 | Reprezentacja KRLD powstała w 1956 roku |
| 1954 | Reprezentacja KRLD powstała w 1956 roku |
| 1958 | Nie brała udziału                       |
| 1962 | Nie brała udziału                       |
| 1966 | Nie brała udziału                       |
| 1970 | Nie brała udziału                       |
| 1974 | IV miejsce                              |
| 1978 | I miejsce                               |
| 1982 | IV miejsce                              |
| 1986 | Nie brała udziału                       |
| 1990 | II miejsce                              |
| 1994 | Nie brała udziału                       |
| 1998 | II Faza grupowa                         |
| 2002 | Ćwierćfinał                             |
| 2006 | Ćwierćfinał                             |
| 2010 | Ćwierćfinał                             |
| 2014 | II miejsce                              |
| 2018 | Ćwierćfinał                             |

| 2006 | Nie brała udziału |
| 2008 | III miejsce       |
| 2010 | I miejsce         |
| 2012 | I miejsce         |
| 2014 | Nie brała udziału |

| 1990 | III miejsce             |
| 1992 | III miejsce             |
| 1995 | Nie brała udziału       |
| 1998 | Nie brała udziału       |
| 2003 | Nie brała udziału       |
| 2005 | III miejsce             |
| 2008 | III miejsce             |
| 2010 | II Faza grupowa         |
| 2013 | Nie zakwalifikowała się |
| 2015 | III miejsce             |
| 2017 | IV miejsce              |
| 2019 |                         |